# Білярі
Білярі́ — село Южненської міської громади Одеського району Одеської області в Україні. Населення становить 234 осіб.

## Історія
Анненталь/Annental (також Альт-Анненталь/Alt-Annental), до 1917 — лютерансько-баптистське село в Херсонській губернії, Херсонський повіт, Олександрівська волость; у радянський період — Одеська область, Комінтернівський/Антоно-Кодинцівський район. Засноване 1859 року. Лютеранський прихід Вормс-Йоганнесталь, баптистська громада (1870). Лютеранська церква, баптистський молитовний
будинок. Землі 1224 десятини (1918). Сільрада (1926). Мешканці: 155 (1859), 364 (1887), 437 (1896), 262 (1905), 373 (1916), 537 (1918), 570 (1926), 725 (1943).

## Населення
Згідно з переписом УРСР 1989 року чисельність наявного населення села становила 346 осіб, з яких 156 чоловіків та 190 жінок.
За переписом населення України 2001 року в селі мешкали 234 особи.

### Мова
Розподіл населення за рідною мовою за даними перепису 2001 року:
| Мова       | Кількість | Відсоток |
| ---------- | --------- | -------- |
| українська | 198       | 84.62%   |
| російська  | 35        | 14.95%   |
| білоруська | 1         | 0.43%    |
| Усього     | 625       | 100%     |